# Андерс Юган фон Гепкен
Андерс Юган фон Гепкен (швед. Anders Johan von Höpken, 31 березня 1712, Стокгольм — 9 травня 1789, Стокгольм) — шведський політичний і державний діяч, син Даніеля Нікласа фон Гепкена, одного з головних опонентів Арвида Горна, і засновника партії «капелюхів».
Народився в родині Даніеля Нікласа фон Гепкена, що належав до шведського дворянського роду фон Гепкен, і баронеси Лінд'ельм.
Коли в 1738 році до влади прийшла партія «капелюхів», молодший Гепкен зайняв місце в секретному комітеті риксдагу, і під час російсько-шведської війни 1741-43 років був одним з двох затверджених переговірників з Російською імперією.
Найбільшого впливу досяг в 1746—1747 роках. Багато в чому завдяки його зусиллям була прийнята «національна декларація», в якій висловлювався протест проти спроб російського посла підпорядкувати своєму впливу кронпринца Адольфа Фредріка і уряд. Ця декларація відновила престиж партії «капелюхів», а також зміцнила антимосковські сили в Швеції.
У 1746 Андерс фон Гепкен став членом ріксрода. У 1751 році він змінив Карла Густава Тессина на посаді президента королівської канцелярії і контролював шведську зовнішню політику протягом наступних 9 років.